# Сон Макара
Сон Макара — оповідання Володимира Короленка написана в 1883 році в слободі Амга, Якутської області, де Короленко перебував в засланні. З початку називалось «Сон Амгінца».
Вперше надруковане в 1885 році в третьому номері журналу «Русская мысль», на той час Короленко вже прибув в Європейську частину Росії. Оповідання одразу привернуло до себе увагу літературних кіл і стало одним із найпопулярніших у творчому доробку письменника. Оповіданням захоплювався Антон Чехов. Неодноразова перевидавалось.
Прототипом головного персонажу послужив асимільований в Якутії російський селянин Захар Цикунов, у котрого Короленко проживав на час заслання.